# Abakar Tollimi
Abakar Tollimi (nascido a 5 de agosto de 1964, em Fada) é um político e membro da oposição política chadiana.

## Carreira profissional
Advogado de profissão, Abakar Tollimi começou na Secretaria-Geral do Governo (SGG) como Subdiretor de Contratos  Públicos em 1991 em N'Djamena. Em seguida, iniciou uma carreira na Administração Territorial, primeiro como vice-prefeito do departamento de Biltine (região de Wadi-Fira) em 1993, depois ocupou o cargo de subprefeito de Boussou (Chari-Baguirmi) em 1995. Em 1996, foi nomeado diretor do Office national de l'hydraulique pastorale et villageoise (ONHPV). Em 2000, após a privatização da ONHPV, que se tornou Société tchadienne de l'hydraulique (STH), ocupou o cargo de gerente geral desta nova empresa. De 2001 a 2003, foi Diretor-Geral da Escola Nacional de Administração e Magistratura (ENAM), sendo simultaneamente docente na mesma instituição. Em 2004, foi Assessor encarregado de Assuntos Administrativos e Descentralização da Presidência da República do Chade.

### Trajetória política
Membro da oposição chadiana desde 2005, quando criou o Rassemblement populaire pour la justice (RPJ) e se tornou seu presidente.
Em seguida, tornou-se secretário-geral do movimento político-militar União das Forças para a Democracia e o Desenvolvimento (UFDD) em 2007.
Em 2009, tornou-se "Secretário-Geral" da coligação rebelde União das Forças de Resistência (UFR) sob o comando de Timan Erdimi.
Desde março de 2017, Abakar Tollimi é presidente do partido político Conselho Nacional de Resistência para a Democracia (CNRD) e é refugiado político na França.
Em 17 de junho de 2019, foi preso em Mayenne e é suspeito de crimes contra a humanidade, crimes de guerra, exações, violações de direitos humanos, entre 2005 e 2010, no Chade e Darfur. Mahamat Nouri e Abderahmane Khalifa Abdelkerim  (meio-irmão de Mahamat Nour Abdelkerim) foram presos no mesmo dia na mesma investigação (o último foi rapidamente absolvido).

## Publicação
- La Résolution des conflits frontaliers en Afrique, junho de 2010, Éditions L’Harmattan (Defesa, Estratégia e Relações Internacionais).[2]